# François Estienne
Pour les articles homonymes, voir Estienne.
François Estienne, troisième fils de Robert Ier Estienne, imprimeur français.
Il embrassa la réforme à l'exemple de son père, et le suivit à Genève, où il exerça l'imprimerie de 1562 à 1582, en société avec François Perrin. Il avait épousé Blanche de Corquilleray puis Marguerite Cave, de la province de Normandie, et il en eut plusieurs enfants, dont aucun ne s'est fait connaître.
On lui attribue les ouvrages suivants : 
1. Traité des danses auquel il est démontré quelles sont accessoires et dépendances de paillardise, etc., Paris, 1564, in-8° ;
2. De la puissance légitime du prince sur le peuple et du peuple sur le prince, écrit en latin par Estienne Junius Brutus (Hubert Languet), et traduit en français, Genève, 1581, in-8°. Cette traduction est estimée, et on la recherche plus que l'original latin.
3. Remontrance charitable aux dames et demoiselles de France sur leurs ornements dissolus, Paris, 1577, in-12 ; 1581, 1585, in-8°, rare.